# Johanna Forsberg
Johanna Forsberg (* 16. Oktober 1995 in Göteborg) ist eine ehemalige schwedische Handballspielerin, die dem Kader der schwedischen Nationalmannschaft angehörte.

## Karriere
Forsberg begann das Handballspielen im Alter von zehn Jahren in ihrer Geburtsstadt bei Redbergslids IK. Im Jahr 2007 wechselte sie zu IK Sävehof. Dort lief sie anfangs im Jugendbereich auf und wechselte später in den Erwachsenenbereich. Nachdem die Kreisläuferin im Jahr 2015 mit der Erstligamannschaft von Sävehof ihren ersten Meistertitel gewonnen hatte, schloss sie sich dem Ligakonkurrenten BK Heid an. Zwei Spielzeiten später kehrte sie wieder nach Sävehof zurück. In den Jahren 2018 und 2019 gewann sie zwei weitere Meisterschaften. Im Sommer 2020 wechselte sie zum dänischen Erstligisten Nykøbing Falster Håndboldklub. Forsberg kehrte zur Saison 2022/23 erneut nach Sävehof zurück. 2023 gewann sie mit Sävehof sowohl die schwedische Meisterschaft als auch den schwedischen Pokal. Kurz vor dem Saisonbeginn 2023/24 gab sie ihre Schwangerschaft bekannt. Nach der Saison 2023/24 beendete sie ihre Karriere.
Forsberg bestritt am 16. Juni 2018 ihr Debüt für die schwedische Nationalmannschaft. Im Spiel gegen die ukrainische Nationalmannschaft, das in Seoul stattfand, warf sie zwei Tore. Mit Schweden nahm sie an der Weltmeisterschaft 2019 in Japan teil. Forsberg erzielte im Turnierverlauf insgesamt sieben Treffer.